# Jukebox (álbum de Cat Power)
Jukebox es el octavo álbum de estudio de la cantante estadounidense Chan Marshall, conocida como Cat Power. Fue lanzado el 22 de enero de 2008 con Matador Records. Una edición especial del disco incluye una caja gris brillante y un disco extra con cinco canciones.
El álbum se compone en su mayoría de versiones, a excepción de "Song for Bobby" y "Metal Heart" (ésta ya había grabada en 1998). Este es el segundo álbum de versiones de Chan Marshall; el primero, The Covers Record, fue lanzado en 2000.

## Lista de canciones
1. "New York" (John Kander, Fred Ebb) - 2:00
  - Popularizado por Liza Minnelli en 1977 y Frank Sinatra en 1980
2. "Ramblin' (Wo)man" (Hank Williams) - 3:47
  - Originalmente lanzada por Williams en 1953 y 1976
3. "Metal Heart" (Chan Marshall) - 3:53
  - Grabada previamente en el álbum de Marshall de 1998 Moon Pix
4. "Silver Stallion" (Lee Clayton) - 2:52
  - Originalmente en el álbum de 1978 de Clayton Border Affair; popularizada por The Highwaymen en 1990
5. "Aretha, Sing One for Me" (J Harris, Eugene Williams) - 3:12
  - Lanzada por George Jackson en 1972[1]
6. "Lost Someone" (James Brown, Bobby Byrd, Lloyd Stallworth) - 2:50
  - De James Brown & the Famous Flames en 1961
7. "Lord, Help the Poor & Needy" (Jessie Mae Hemphill)[2] - 2:37
  - Grabada por Jessie Mae Hemphill en 1979 o principios de los 1980s, lanzada en su álbum de 2004, Get Right Blues
8. "I Believe in You" (Bob Dylan) - 4:07
  - Lanzada en el álbum del 79 de Dylan Slow Train Coming Esta canción fue número 54 en Rolling Stone's list of the 100 Best Songs of 2008.[3]
9. "Song to Bobby" (Chan Marshall, Matt Sweeney) - 4:17
  - La única canción inédita de Jukebox
10. "Don't Explain" (Arthur Herzog Jr., Billie Holiday) - 3:50
  - Interpretada originalmente por Billie Holiday
11. "Woman Left Lonely" (Spooner Oldham, Dan Penn) - 4:07
  - Grabada originalmente por Ella Brown y popularizada por Janis Joplin en su álbum póstumo de 1971, Pearl
12. "Blue" (Joni Mitchell) - 4:01
  - Del álbum de 1971 Blue de Joni Mitchell

### Bonus Tracks Australianos
1. "Breathless" (Nick Cave)
  - De Nick Cave and the Bad Seeds en su álbum de 2004 Abattoir Blues/The Lyre of Orpheus
  - Bonus Track en el lanzamiento del disco australiano.

### Bonus Tracks Brasileños
1. "Angelitos Negros" (Andrés Eloy Blanco, Manuel Álvarez Maciste)
  - Grabada originalmente por Pedro Infante para la película del mismo nombre de 1948. Popularizada en los Estados Unidos por Eartha Kitt en su álbum de 1958 That Bad Eartha y Roberta Flack en su álbum de 1969 First Take

### Bonus Tracks de la Edición Limitada
1. "I Feel" (Dwayne Carter, Christopher Dorsey, Terius Gray, Byron Thomas, Tab Virgil, Jr.)
  - Grabada por Hot Boys en su álbum de 1999 Guerrilla Warfare
2. "Naked, If I Want To" (Jerry Miller)
  - Grabada por Moby Grape en su álbum homónimo de 1967 Moby Grape
  - También grabada por Marshall para su álbum de 2000 The Covers Record
3. "Breathless" (Cave)
4. "Angelitos Negros" (Andrés Eloy Blanco, Manuel Álvarez Maciste)
5. "She's Got You" (Hank Cochran)
  - Grabada por Patsy Cline en 1962 para su álbum Sentimentally Yours